# Джиммі Руні
Джеймс Руні (англ. James Rooney; нар. 10 грудня 1945, Данді, Шотландія) — австралійський футболіст шотландського походження, півзахисник.

## Клубна кар'єра
Футбольну кар'єру розпочав 1964 року в «Лочі Гарб». У 1965 році перейшов до англійського «Пітерборо Юнайтед». Потім грав за «Монтроз». У 1968 році виїхав до австралійського Мельбурна, згодом переїхав до Брисбена, де грав за «Ессендон Лайонс». У 1970 перебрався до «Сідней Прага», у складі якого виступав у Першому дивізіоні чемпіонату штату Новий Південний Уельс. У 1972—1976 роках захищав кольори «АПІА Лейхгардт», у футболці якого 1975 року виграв чемпіонат Сіднею. З 1977 по 1978 рік грав за «Марконі Сталліонс». Кар'єру гравця завершив 1981 року у футболці «Фіцрой Александер».

## Кар'єра в збірній
У 1971 році погодився на міжнародному рівні представляти національної збірної Австралію. За другу збірну Австралії дебютував у поєдинку Англії XI. Дебютував за національну команду 11 листопада 1971 року в нічийному (2:2) поєдинку проти Ізраїлю в Брисбені. У 1973 році Австралія вперше виборола путівку на чемпіонат світу (1974 року). На турнірі в ФРН Джиммі зіграв у всих трьох матчах австралійців на груповому етапі (з НДР 0:2, ФРН 0:3 та з Чилі 0:0). Востаннє футболку національної команди одягав 18 червня 1980 року в програному (1:2) поєдинку проти Північної Ірландії в Аделаїді. З 1971 по 1980 рік у складі першої збірної Австралії провів 57 матчів, в яких відзначився 20-а голами (з урахуванням поєдинків за другу збірну країни — 102 матчі). 

## Кар'єра тренера
Нещодавно очолив найкращу команду штату Вікторія, «Істерн Лайонз», а також тренує молодіжну команду клубу. Головний тренер перших 11-и команд Коледжу імені Святого Кевіна в Мельбурні. Вже наступного року після призначення на свою посаду (2009) привів футбольну команду коледжу до перемоги в APS, перервавши, таким чином, 9-річний період без трофеїв для вище вказаного колективу. У 2018 року очолив старшу команду Коледжу Святого Кевіна.

## Відзнаки
З 1992 року найкращому футболістому Великого фіналу Прем'єр-ліги штату Вікторія вручається Медаль імені Джиммі Руні.